# Выборы губернатора Новгородской области (2025)
Внеочередные выборы губернатора состоятся в Новгородской области в период с 12 по 14 сентября 2025 года в единый день голосования.
Губернатор избирается на 5 лет. На тот же срок избранный губернатор назначает членом Совета Федерации одного из трёх протеже, заявленных при выдвижении.

## Предшествующие события
Должность губернатора Новгородской области с 13 февраля 2017 года занимал Андрей Сергеевич Никитин. На выборах 2017 года Никитин одержал уверенную победу, набрав 67,99 % голосов избирателей, и в 2022 году был переизбран с результатом в 77,03 %. В ноябре 2023 года Никитин также упоминался как потенциальный член второго правительства Михаила Мишустина в 2024 году, однако в тот момент назначения не получил. 
7 февраля 2025 года Никитин неожиданно объявил о своей отставке с поста губернатора Новгородской области, и в тот же день он был назначен заместителем министра транспорта России, сменив Дмитрия Баканова. Исполняющим обязанности губернатора стал его первый заместитель Александр Дронов, однако, что весьма нетипично, президент России Владимир Путин не сразу утвердил своим указом временно исполняющего обязанности губернатора. Несмотря на то, что Дронов считался более подходящим на эту должность, рассматривался ряд других кандидатов, включая бывшего председателя правительства Запорожской области Антона Кольцова и заместителя генерального прокурора России Андрея Кикотя.
4 марта 2025 года президент Путин встретился с Дроновым, и на следующий день был официально назначен исполняющим обязанности губернатора Новгородской области. 31 мая, на встрече с секретарями первичных организаций и местных отделений партии «Единая Россия» Дронов объявил о своём намерении баллотироваться на выборах губернатора. 15 июня «Единая Россия» официально выдвинула Дронова кандидатом в губернаторы.

## Кандидаты
| Кандидат | Кандидат                       | Деятельность/должность (на момент выдвижения)                                                          | Субъект выдвижения                | Статус              | Кандидаты в Совет Федерации |
| -------- | ------------------------------ | --- | --------------------------------- | ------------------- | --- |
|          | Александр Валентинович Дронов  | временно исполняющий обязанности губернатора Новгородской области                                      | «Единая Россия»                   | зарегистрирован     | - Евгений Дитрих, генеральный директор АО «ГТЛК» - Елена Писарева, действующий сенатор от Новгородской областной думы - Олег Стрыгин, депутат Новгородской областной думы |
|          | Ольга Анатольевна Ефимова      | первый секретарь областного отделения КПРФ, помощник депутата Государственной Думы РФ Ивана Мельникова | КПРФ                              | зарегистрирована    | |
|          | Николай Иванович Захаров       | депутат Новгородской областной думы                                                                    | Партия пенсионеров                | зарегистрирован     | |
|          | Алексей Борисович Чурсинов     | депутат Новгородской областной думы                                                                    | ЛДПР                              | зарегистрирован     | |
|          | Виктор Владимирович Шалякин    | пенсионер, майор авиации в запасе                                                                      | «Яблоко»                          | отказ в регистрации | - Валерий Кочнев, врач-хирург - Елена Тулина, учительница русского языка и литературы - Анна Черепанова, депутат Думы Великого Новгорода                                  |
|          | Николай Александрович Швабович | депутат Думы Великого Новгорода, генеральный директор ООО «Бенефит»                                    | «Справедливая Россия — За правду» | зарегистрирован     | |
|          | Татьяна Сергеевна Яковлева     | генеральный директор некоммерческой организации «Школа здоровья и красоты»                             | «Зелёная альтернатива»            | отказ в регистрации | — |